# André Voisin (fédéraliste)
Pour les articles homonymes, voir André Voisin et Voisin (homonymie).
André Voisin, né le 26 ou le 29 juillet 1912 à Neuilly-sur-Seine et mort le 25 octobre 1990, est un militant corporatiste puis fédéraliste français, qui a animé plusieurs associations, notamment La Fédération et le Mouvement national des élus locaux (MNEL). André Voisin est un pseudonyme ; son véritable nom est André Bourgeois.

## Biographie

### Entre-deux-guerres
André Bourgeois est le fils d'un employé de commerce et d'une couturière, Adèle Emma Voisin, dont il prendra le nom pour son pseudonyme. Il se forme à l’École normale d’Auteuil pour devenir instituteur. Il y rencontre des amis qui vont l'accompagner dans son parcours politique, comme Jean Bareth, Max Richard et Jean-Maurice Martin. Ils auraient fondé une Union corporative des instituteurs. Cette association fondée en 1933 est animée par l'instituteur nationaliste et royaliste Serge Jeanneret.
Il anime un Cercle La Tour du Pin, né en juin 1934, proche de l'Action française et inspiré du catholicisme social,. Il y côtoie Jean-François Gravier, futur auteur de Paris et le désert français, soutenu par La Fédération. 
Il devient en 1934 le secrétaire à Bruxelles du comte de Paris et collabore au périodique que le prétendant patronne, Courrier royal, fondé en 1935. Il est aussi secrétaire des Métiers français, une association corporatiste fondée en octobre 1935 et liée au comte de Paris. Ce dernier avait demandé l’union des Français sur les bases de leur métier, pour élaborer les bases d’une « société nouvelle basée sur le travail et la justice » et sauver « le patrimoine matériel et spirituel du pays ». Les Métiers français s’appuient sur l’enseignement du christianisme social de René de La Tour du Pin et des encycliques pontificales. Dans La Revue hebdomadaire en 1936, Voisin fustige les patrons qui comprennent mal le corporatisme et dénonce leurs « jugements  définitifs » suivants : « Accords financiers et commerciaux entre patrons, possible ; œuvres sociales, maisons ouvrières, crèches et retraites, parfait ; gestion commune  du métier par les prolétaires et les industriels, folie ! ». Ces jugements repoussent en fait « toute réforme sociale », « s’attachent simplement à l’organisation du monde du travail dont (ils) maintiennent les injustices et les cruautés » et ne font « qu’apporter au capitalisme libéral sa dernière chance de salut ». Le comte de Paris ordonne fin 1937 de dissoudre l’organisation centrale des Métiers français et le maintien des centres locaux qui peuvent vivre sur leurs ressources,,. Voisin est le directeur de son périodique, La Justice sociale, « organe d'action corporative et d'informations syndicales », publié de 1937 à 1939. Il en est aussi le propriétaire. Il fonde en janvier 1939 avec plusieurs associés une Sarl pour l'exploiter, la société de la Presse corporative. Ses apports s'élèvent à 90 000 francs et le capital de la société à 200 000 francs. Il est le seul gérant de la Sarl. Jacques Bassot, futur autre dirigeant de La Fédération, figure à son conseil de surveillance. 
Il collabore aussi à un périodique de la Jeune Droite, L’insurgé. Dans un autre périodique de cette mouvance maurrassienne, Combat, Voisin y affirme en 1938 sa méfiance à l'égard de la démocratie parlementaire et des « oligarchies capitalistes » et vante le « corporatisme décentralisateur de René de La Tour du Pin ». 
Selon plusieurs auteurs, notamment le politiste Antonin Cohen, il est alors membre du Parti social français mais il y a parfois confusion avec un homonyme qui fut un cadre du PSF.
Il épouse en 1938 Simone Ciabrini (1913-2015), avec qui il a quatre enfants.

### Seconde Guerre mondiale
Il fait partie en juillet 1941 avec l'industriel et militant corporatiste Jacques Warnier, ancien des Métiers français et du Courrier royal, de l'équipe fondatrice d'un organisme privé, l'Office des comités sociaux, chargé par l'État de promouvoir la constitution des comités sociaux d'entreprises, préconisés par la Charte du travail du 4 octobre 1941 et ancêtres des comités d'entreprises fondés après la Libération. Voisin est le premier directeur de l’OCS, mais il est « éliminé à la suite de tensions internes et de problèmes de personnes » en avril 1942,. 
Il enseigne parallèlement à l'Institut d'études corporatives et sociales (IECS) de Maurice Bouvier-Ajam, il y occupe sa chaire d’économie syndicale, préside le conseil de direction et est le directeur de son Collège d’études syndicales et corporatives jusqu'en 1944,. Il est aussi secrétaire général de l’Office central d’organisation corporative, lié à l'IECS à partir de 1943, jusqu'en 1944.
Il est le secrétaire général à partir de 1942 du Centre interprofessionnel des commissions de reclassement des prisonniers de guerre et rapatriés, présidé par Claude-Joseph Gignoux,. Il s'éloigne progressivement du régime de Vichy et se rapproche des résistants du Mouvement national des prisonniers de guerre et déportés,.
Avec Jacques Bassot, de l'OCS et de l'IECS, autre disciple de La Tour du Pin, et le militant catholique Jean Daujat, autre professeur de l'IECS, il fonde en 1943 le Centre technique d’organisation professionnelle (CTOP), organe d’action corporative qui milite pour la rechristianisation du monde au travail et le développement des libertés professionnelles, locales et régionales. Il fonde le 15 octobre 1944 le Centre d’études institutionnelles pour la réforme de la société française avec Bassot, Daujat, Max Richard, Jean Bareth et Jean-Maurice Martin. Ce groupe élabore la doctrine du fédéralisme, héritée de la pensée corporatiste et communautaire, qui substitue au vocabulaire corporatiste un discours fédéraliste.

### Militant fédéraliste depuis la fin de la guerre
Le Centre d'études devient La Fédération. Cette association qu'il anime avec l'industriel Jacques Bassot se développe après la guerre, lorsque la rejoignent des intellectuels comme Alexandre Marc, Robert Aron ou Denis de Rougemont, anciens de la revue L'Ordre nouveau, et des hommes politiques. Voisin est le gérant de la SARL Les études fédérales, fondée en 1947 et le principal associé de la société La Fédération, en 1951, avec un apport de 240 000 francs sur les 500 000 francs du capital originel,. Au sein de La Fédération, il est successivement secrétaire général, président du comité exécutif,, premier vice-président, et aussi directeur du XXe siècle fédéraliste. A ce titre, il fréquente de nombreux hommes politiques, membres ou sympathisants de la Fédération, comme François Mitterrand ou Raymond Triboulet. Il est surtout proche de Roger Duchet, membre de la Fédération, fondateur et secrétaire général du Centre national des indépendants et paysans (CNIP) de 1948 à 1961 - la ville de Beaune dont il est maire a accueilli le congrès de la Fédération en 1950 -, Antoine Pinay, autre leader des Indépendants, du gaulliste Jacques Chaban-Delmas, maire de Bordeaux.
C'est un bon organisateur et un homme de réseaux, qui a cherché à attirer à La Fédération des jeunes militants prometteurs, tels les futurs députés Roger Chinaud ou Charles Millon, qui lui rendent hommage par la suite, et qui a su trouver l'appui de milieux patronaux pour le financement de ses initiatives, grâce à notamment Claude-Joseph Gignoux et Georges Villiers, le dirigeant proeuropéen du Conseil national du patronat français (CNPF),.
La Fédération agit dans deux directions, en faveur de la construction européenne, prônant une Europe fédérale, et en faveur d'une France décentralisée. André Voisin contribue à la fondation de l'Union européenne des fédéralistes (UEF) en décembre 1946, participe à ses réunions internationales, participe en mai 1948 au congrès de La Haye, moment-clé du fédéralisme européen,, aux côtés d'autres militants de la Fédération comme Jacques Bassot et Louis Salleron mais il n'y prend pas la parole, participe à la création du Conseil européen de vigilance (CEV) en 1950, pour la constitution d’un gouvernement et d’un Parlement fédéraux, dans le contexte de la formation du Conseil de l'Europe en 1949,. Il est élu en novembre 1948 membre du comité central de l'Union européenne des fédéralistes, à l'instar de quatre autres Français dont Henri Frenay ou Germaine Peyroles,.
Il reçoit en 1952 la croix de chevalier de la Légion d'honneur des mains de Raymond Marcellin, alors secrétaire d'État à l'Information, membre ou ancien membre du comité directeur de La Fédération.
En 1952, La Fédération envisage de fusionner avec d'autres associations fédéralistes dans l'Union française des fédéralistes (UFF) et André Voisin est appelé à présider son comité exécutif, aux côtes d'Henri Frenay, président de l'UEF, et Claude-Marcel Hytte, autre membre du comité central de l'UEF, dans le contexte du projet de Communauté européenne de défense et de la naissance de la CECA. Mais Voisin critique Frenay, jugé pas assez fédéraliste, et Altiero Spinelli, trop marqué par le communisme, et La Fédération rompt en 1953 avec l'UEF et l'UFF. Voisin préside le bureau exécutif d'une organisation rivale de l'UEF, le Centre d'action européenne fédéraliste (AEF), lancé en novembre 1956 à Paris, qui a un autre président, le Néerlandais Hendrik Brugmans,,,. L'UEF et l'AEF s'unissent en 1972. Voisin est vice-président du Mouvement européen - France et membre du bureau exécutif du Mouvement européen.
Il prend parti dans les débats français en faveur du fédéralisme, par ses prises de parole dans les congrès de La Fédération et du MNEL, ses conférences, ses articles dans Fédération (1947-1956) et dans Le XXe siècle fédéraliste, par des tribunes dans Le Monde, en 1957, dans le contexte de la guerre d'Algérie et du Traité instituant la Communauté économique européenne (traité de Rome), en 1979, dans le contexte de la première élection au suffrage universel du Parlement de la CEE. Avec aussi la rédaction de la plaquette 10 juin 1979, oui à l'Europe, avec Michel Faucher. 
Sur ses conseils, le jeune éditeur Yvon Chotard fonde fin 1950 le groupe des jeunes chefs d’entreprises de la Fédération, qu’il préside. Les Jeunes chambres économiques (JCE) que Chotard fonde en 1952 en sont issues. Le siège des JCE fut de 1952 à 1955, date de la rupture avec Voisin, celui du siège administratif de la Fédération, au 9, rue Auber, dans le 9ème,. 
Avec le sénateur-maire Roger Duchet, il fonde en 1953 le « Mouvement national des élus locaux » (MNEL),. Il anime longtemps cette association en tant que secrétaire général, jusqu'en 1982,,,,,,,,. Voisin devient d'ailleurs un élu local ; il est conseiller municipal de sa ville natale, Neuilly-sur-Seine et adjoint au maire Achille Peretti, jusqu'aux années 1980.
Il participe en 1954 à la réunion inaugurale du Groupe Bilderberg, aux Pays-Bas; son fondateur a compté sur lui pour recruter des participants français. C'est que son principal fondateur, Joseph Retinger, est un militant proeuropéen qui a aussi initié la Ligue européenne de coopération économique (LECE) en 1946 dont est membre Voisin,. 
Dans les années 1950 et 1960, il est proche du Centre d'études politiques et civiques, animé notamment par Louis Salleron, et plus encore de l'agence de presse lancée par le CEPEC en 1960, l'Agence coopérative interrégionale de presse (ACIP). On trouve de nombreux articles de Voisin publiés dans les colonnes de périodiques locaux liés à l’ACIP et Voisin est le rapporteur de la commission « mission civique des hebdomadaires » lors du premier congrès de l’ACIP en 1964 dans le Loir-et-Cher.
Avec Jacques Bassot et d'autres personnalités, il signe en juin 1962, à la veille de l'indépendance effective de l'Algérie, un appel en faveur des musulmans fidèles à la France menacés de représailles par le Front de libération nationale.
À partir de 1968, dans le cadre du débat sur la réforme régionale, il est l'un des vice-présidents du Mouvement national pour la décentralisation et la réforme régionale (M.N.D.R.), lancé en juin 1968 par Joseph Martray, fondateur et vice-président du CELIB (Comité d'étude et de liaison des intérêts bretons) et membre actif de La Fédération, présidé par les députés Edmond Michelet puis Louis Joxe et avec Jean-Maurice Martin comme secrétaire général,,,.
Il est appelé par Chaban-Delmas à son cabinet, en juillet 1969, lorsque celui-ci devint Premier ministre,. En 1974, un comité national des élus locaux en faveur de Chaban-Delmas se constitue; il est l'un de ses secrétaires généraux.
Dans les années 1970, il est membre de l'Académie européenne de sciences politiques (AESP), une organisation conservatrice transnationale,.

## Sources
- Olivier Dard, Destins de la Jeune droite, dans Collectif, La recomposition des droites: en France à la Libération, 1944-1948, Presses universitaires de Rennes, 2004 (Lire en ligne)
- Antonin Cohen, « De la révolution nationale à l’Europe fédérale. Les métamorphoses de la troisième voie aux origines du mouvement fédéraliste français : La Fédération (1943-1948) », Le mouvement social, La découverte,‎ octobre-décembre 2006, p.53-72 (ttps://www.cairn.info/revue-le-mouvement-social-2006-4-page-53.htm).
- Antonin Cohen, De Vichy à la Communauté européenne, Presses Universitaires de France, 2016.
- Romain Pasquier, « L’invention de la régionalisation « à la française » (1950-1964) - Journée d’études AFSP/Groupe Local et politique, IEP de Rennes/CRAP », Revue française de science politique, vol. 53,‎ 8 février 2002, p.101-125 (lire en ligne).
- Jérôme Cotillon, Ce qu’il reste de Vichy, Armand Colin, 2003
- Bertrand Vayssière, Vers une Europe fédérale ? Les espoirs et les actions fédéralistes au sortir de la seconde guerre mondiale, Peter Lang, 2007
- Nicolas Stenger, Denis de Rougemont. Les intellectuels et l'Europe au XXe siècle, Presses universitaires de Rennes, 2015 (Lire en ligne)